# Museo Superior de Bellas Artes Evita
El Palacio Ferreyra, edificio que alberga el Museo Superior de Bellas Artes Evita, fue inaugurado como residencia privada donde vivió el doctor Martin Ferreyra, su esposa, 7 hijos, cuñada y sirvientes en 1919, con planos realizados por el arquitecto francés Ernest-Paul Sanson y su hijo Maurice Sanson desde 1912 a 1916. Se encuentra en el barrio Barrio Nueva Córdoba, en Córdoba, Argentina, en una manzana junto a la Plaza España y el Parque Sarmiento. El Palacio es considerado uno de los edificios más notables construidos durante la tendencia que se desarrolló a principios del siglo XX, de recuperación del neoclasicismo francés.
Es considerado la sexta Maravilla Artificial de Córdoba. Exhibe la Colección permanente de la Provincia de Córdoba, constituida por una serie de obras pertenecientes al patrimonio artístico que posee la Administración Provincial, y se privilegia la presencia de artistas cordobeses, obras que son exhibidas en dos primeros niveles del museo, con prolongación en subsuelo y tercer nivel. El periodo representado va del siglo XIX a tiempos recientes e incluye pinturas, dibujos, objetos, fotografías y esculturas. Además exhibe muestras de arte temporarias.

## Edificio

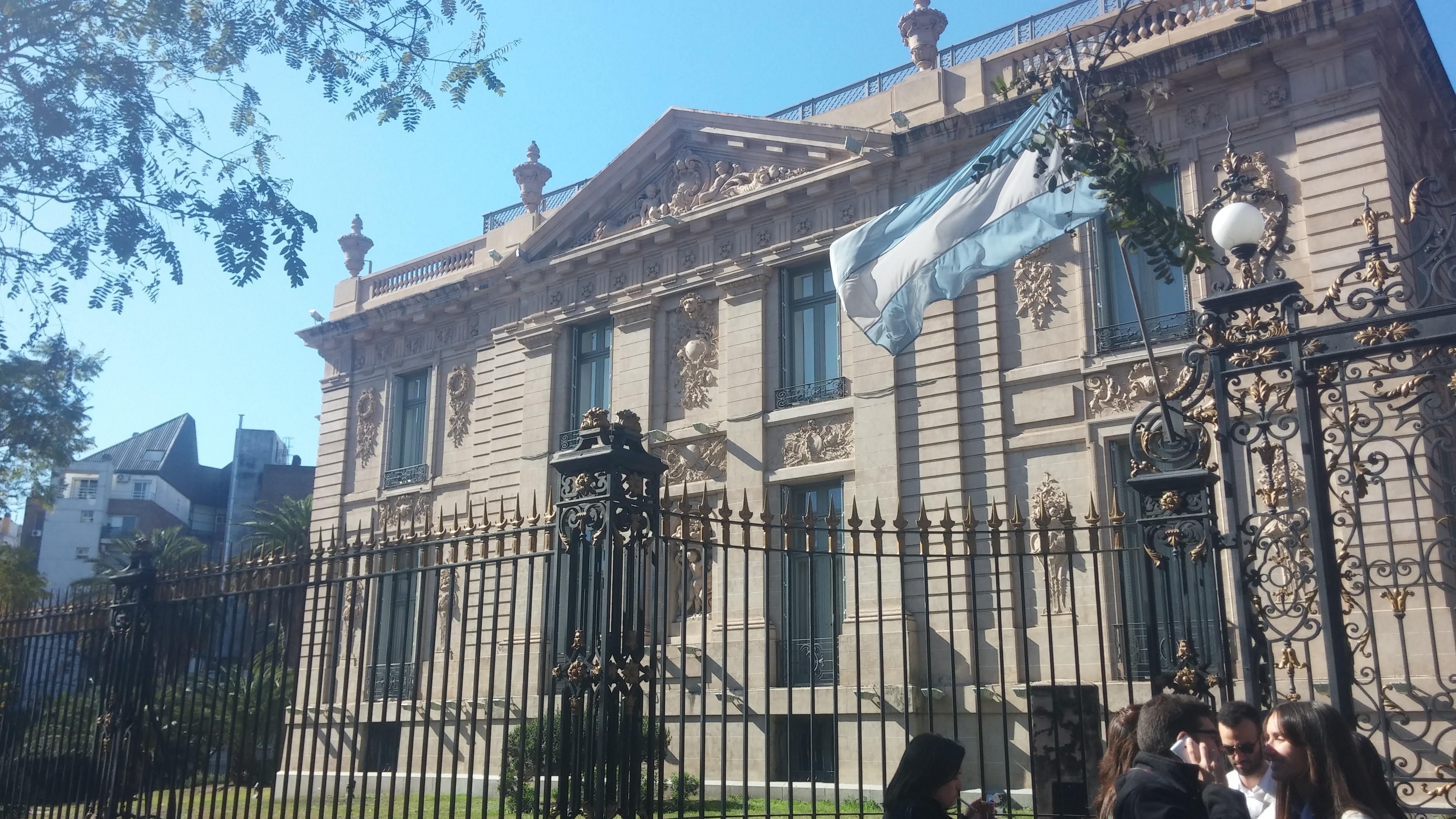
Reja que bordea todo el predio.

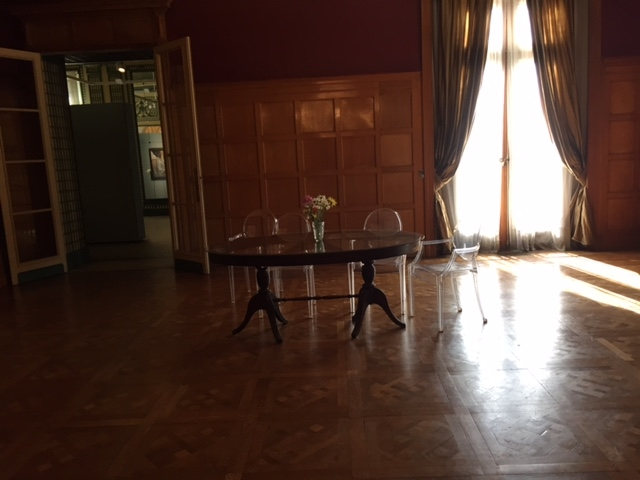
Sala antiguamente utilizada como despacho.

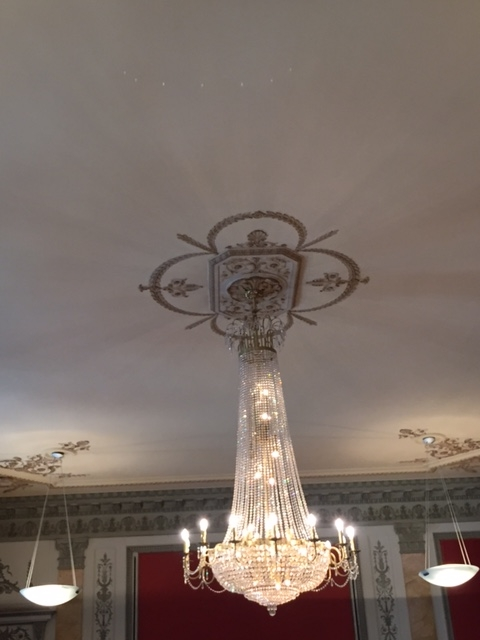
Decoración interior del palacio

Principalmente de estilo academicista francés o Beaux Arts, en el exterior, sin embargo, se pueden apreciar algunas composiciones decorativa cuyos motivos vegetales y animales otorgan al edificio cierto aspecto art nouveau, reforzado por una cubierta de metal y vidrio que corona el conjunto. Todas sus fachadas están revestidas en símil piedra París. El parque circundante, combina áreas de trazado geométrico con otras de inspiración naturalista, integradas por arbóreos de especies autóctonas y exóticas. Diseñado por Carlos Thays, este parque es un ejemplo de jardín privado urbano. Es el de mayor tamaño y mejor conservado de la Argentina.
Las salas interiores están organizadas alrededor de un imponente hall central que alberga una descomunal escalera y un enorme balcón perimetral. Este lugar está cubierto por un enorme cielorraso que parece estar flotando sobre la baranda gracias a un dispositivo de iluminación natural que la rodea.
Originalmente el palacio contaba con 60 habitaciones repartidas en 4 niveles, 19 baños y múltiples espacios para reuniones familiares y el entretenimiento de los caballeros y de las damas. Tenía un jardín inspirado en el clasicismo francés de los siglos XVII y XVIII, un hall central inmenso, salones de recepción en la planta baja y en el primer piso y habitaciones privadas cuya decoración y mobiliario representan una sofisticada versión del estilo Imperio. El portón de ingreso de hierro fue construido al estilo clasicista monárquico de Luis XIV, donde la ornamentación y la sobrecarga de detalles es su característica distintiva.  424 metros lineales de fina reja acompañan al portón con adornos dorados, apoyados sobre zócalos de granito rosa.
La mayoría de los materiales que se utilizaron para la construcción del Palacio Ferreyra, fueron traídos exclusivamente de Europa y principalmente de Francia para que toda la casona en conjunto tuviera el mismo estilo.

### Intervención

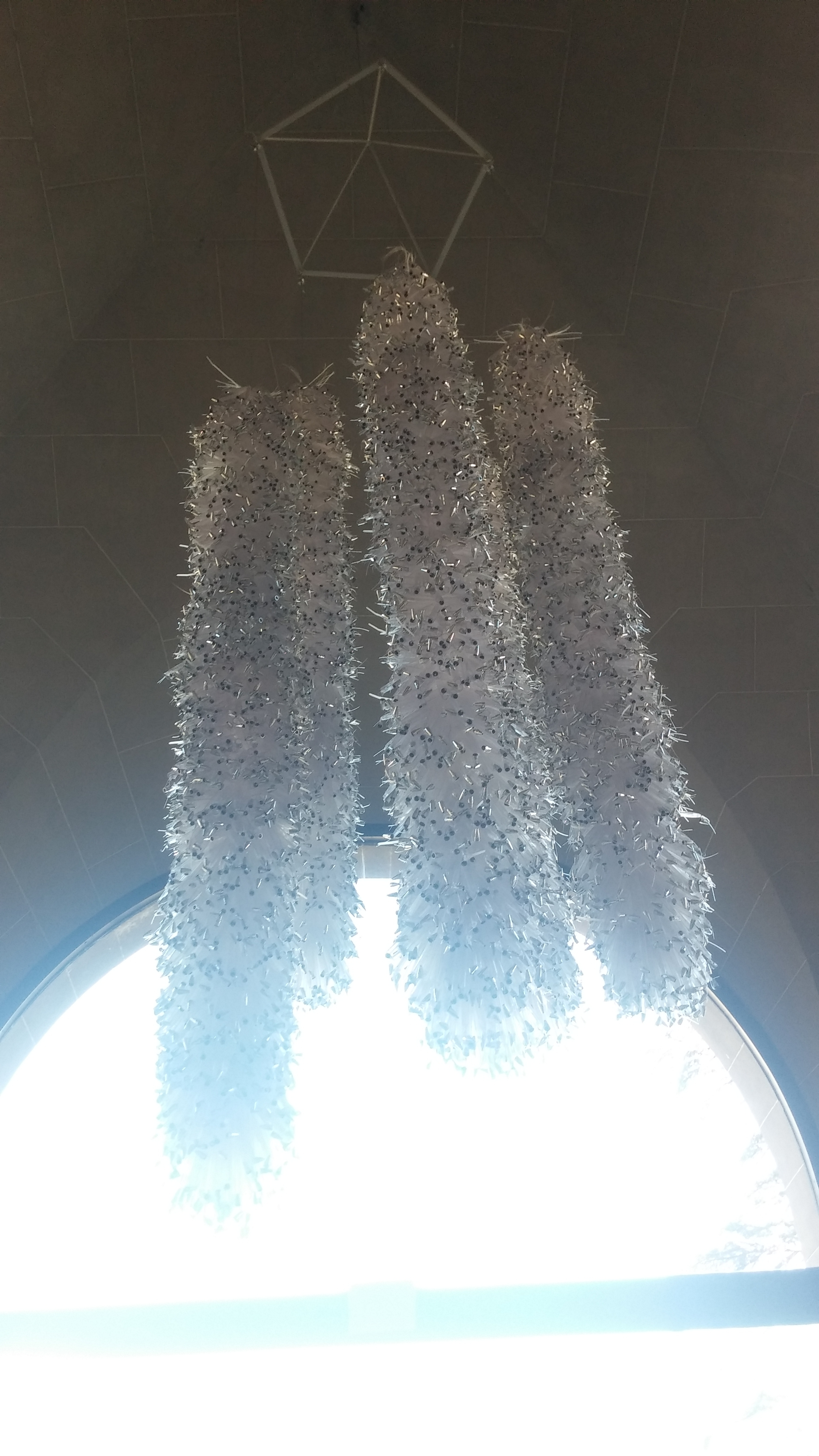
Lámpara moderna hecha con cartuchos de lapiceras

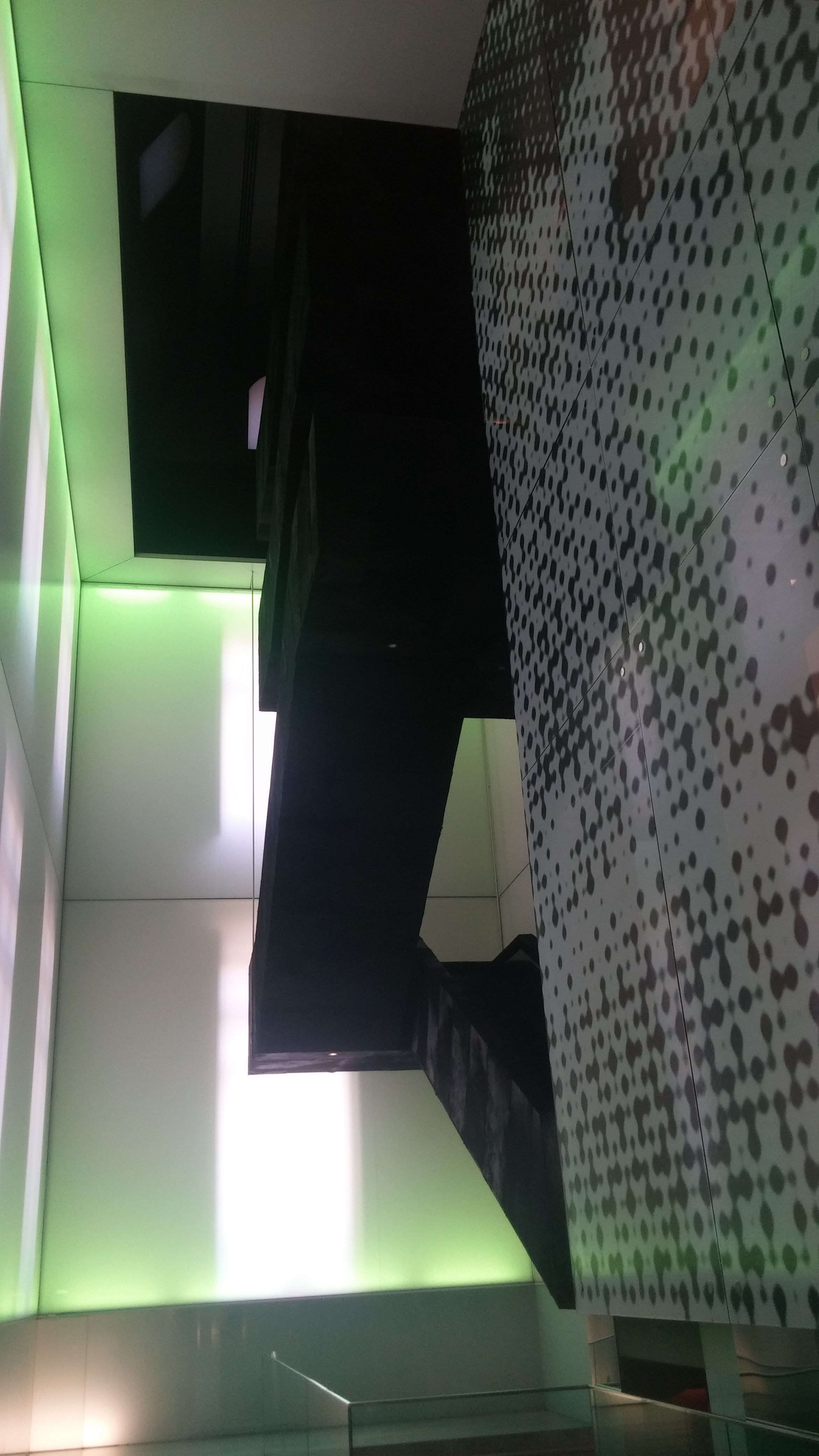
Escalera elaborada con cuero de vaca y vidrio

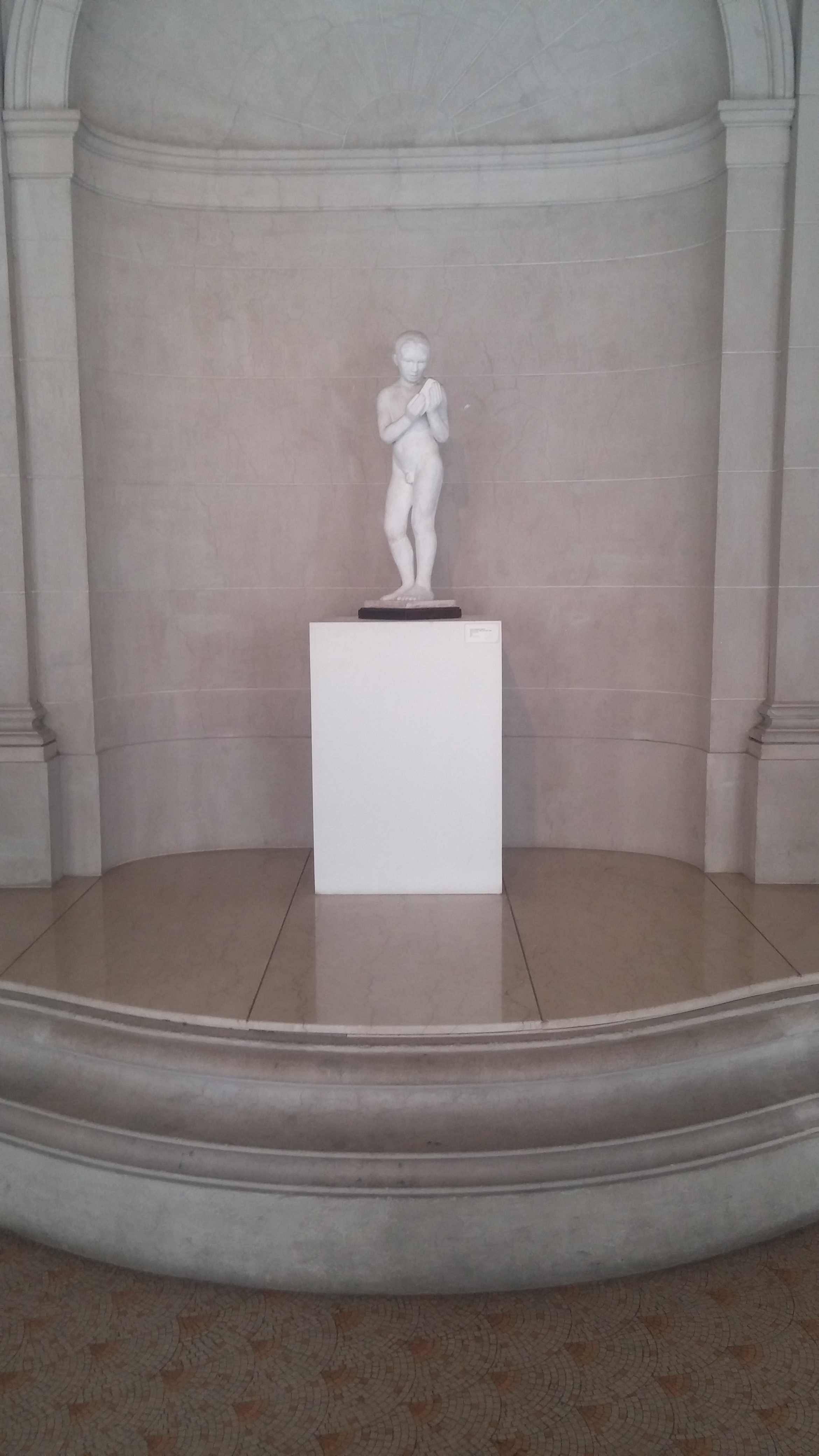
Obra de arte exhibida en el museo.

El Museo Superior de Bellas Artes Evita fue inaugurado el 17 de octubre de 2007. El arquitecto Lucio Morini y el estudio de arquitectura GGMPU Arquitectos fueron quienes llevaron a cabo esta restauración. Este espacio cultural cuenta con un total de 12 salas de exposición para 500 obras. Podemos decir que hoy, el Palacio Ferreyra, es un perfecto ejemplo del balance entre el pasado y el presente, la tradición y lo moderno.
En la restauración del palacio para su nueva función como museo, se mantuvo la condición original y jerárquica del gran hall central y su nexo con todas las áreas públicas originales. Esta restauración estuvo acompañada por una polémica sobre las características de la refuncionalización y características patrimoniales, así como un litigio con sus propietarios privados.
Esto dio origen a un nuevo espacio que permite la percepción visual de todos los niveles del edificio y del museo como una unidad que vincula todos los niveles. Con la avanzada tecnología para la exhibición, conservación y mantenimiento del patrimonio que tiene el museo, el gran hall se ha convertido en una fuente lumínica que irradia luz hacia el exterior a través de los ventanales originales gracias al sistema RGB de iluminación que permite iluminar a este espacio en una gama de 265 colores diferentes. 
En todos los pisos del museo podemos encontrar baños, disponibilidad de silla de ruedas para movilidad y ascensores. Los nuevos espacios quedaron distribuidos de la siguiente manera: Subsuelo: aquí podemos encontrar el auditorio, la administración, los depósitos y tres salas de exposición.  Planta principal Planta baja o Planta Noble: en esta planta podemos encontrar el enorme hall, la cafetería y tres salas de exposición. Primer piso: en este piso están disponibles tres salas de gran altura continuadas por el único elemento contemporáneo que se puede apreciar desde el exterior, un cubo de vidrio de 5x5 metros. Ático: en la planta más elevada del museo podemos apreciar tres salas de menor tamaño y altura de exposición.

## Colecciones
El espacio cuenta con salas destinadas a muestras permanentes y otras para exposiciones temporales. La colección incluye obras de relevancia para la historia del arte en Argentina, con trabajos de artistas reconocidos como Emilio Caraffa, Fernando Fader, Francisco Pedone, José Malanca, Joaquín Sorolla y Bastida, Benito Quinquela Martín, Antonio Seguí y Raúl Pecker.
Entre las exhibiciones destacadas se encuentra la colección Manos anónimas, del artista Carlos Alonso, así como un conjunto de esculturas que incluye piezas como La Celestina, de Clara Ferrer Serrano; Gorrión, de Miguel Ángel Budini; e Inquietud, de Sara Galiasso.